# Denis Višinský
Denis Višinský (* 21. března 2003 Mělník) je český profesionální fotbalista, který hraje na pozici ofensivního záložníka či křídelníka za český klub FC Viktoria Plzeň a za český národní tým do 21 let.

## Klubová kariéra

### Slavia Praha
S fotbalem začínal v Hoříně a ve svém rodném městě Mělníku, ale od svých sedmi let byl součástí mládežnických týmů pražské Slavie.
Ještě coby dorostenec se v sezóně 2020/2021 dostal do nominací výběrů Slavie při zápasech Evropské ligy, a to jak s Nice, tak s Leicestrem. Do vlastních zápasů ale nezasáhl. V únoru 2021 podepsal Višinský svůj první profesionální kontrakt se Slavií. Poprvé se v soutěžním zápase Slavie objevil 3. března 2021 v zápase MOL Cupu proti Karlovým Varům. V utkání, jež nakonec skončilo v poměru 10:3, vstřelil dvě branky, na další dvě přímo nahrál a další tři padly po akcích, na nichž měl Višinský podíl. Ligovou premiéru si odbyl 14. března 2021 v zápase na hřišti Mladé Boleslavi (3:0). Dne 15. dubna si odbyl také svůj debut v pohárové Evropě, když nastoupil do druhého poločasu čtvrtfinálového utkání proti londýnskému Arsenalu, ve kterém Slavia prohrála 0:4. Sezónu pak Višinský ukončil triumfem v české lize. Dohromady odehrál v ročníku 4 utkání a vstřelil 2 branky.

#### Vlašim (hostování)
V létě 2021 odešel Višinský na půlroční hostování do druholigové Vlašimi. V podzimní části sezony patřil ke stabilním členům základní sestavy, odehrál dohromady 18 zápasů, v nichž vstřelil pět branek. Zimní přestávku strávil přípravou ve Slavii.

### Slovan Liberec
Na začátku kalendářního roku 2022 přestoupil do Slovanu Liberec, přičemž pražská Slavia získala právo zpětného odkupu za předem stanovených podmínek. Svůj debut si odbyl 20. února, kdy nastoupil do závěru ligového utkání proti Mladé Boleslavi. Ve zbytku jarní části sezony pravidelně nastupoval jako střídající hráč, odehrál 9 zápasů.
Višinský vstřelil svůj první gól v dresu Liberce 31. srpna 2022 v utkání proti Sigmě Olomouc, kdy pomohl k zisku bodu za remízu 1:1. V závěru podzimní části sezony 2022/23 začal Višinský nastupovat v základní sestavě, kvůli zranění ale nastoupil na jaro jen do dvou utkání. Celkem v sezoně odehrál 18 utkání s bilancí 3 branek a 3 asistencí.
Své místo v základní sestavě trenéra Luboše Kozla nezískal zpět ani v průběhu sezony 2023/24, kdy nastoupil do 24 soutěžních utkání, v nichž se střelecky neprosadil.
V prvním kole sezony 2024/25 pod vedením nového trenéra Radoslava Kováče se Višinský objevil v základní sestavě utkání proti Karviné a gólem přispěl k výhře 3:1. Coby už stabilní hráč základní sestavy zaznamenal 24. listopadu 2024 Višinský hattrick při ligové výhře 4:1 na půdě Sigmy Olomouc. V průběhu celé sezony patřil ke klíčovým hráčům, nastoupil do 33 soutěžních utkání a vstřelil 10 branek. Odměnou mu byla letní nominace na závěrečný turnaj Mistrovství Evropy do 21 let. V květnu 2025 oznámil, že klub po více než třech letech opustí jako volný hráč.

### Viktoria Plzeň
Dne 26. května 2025 podepsal Višinský po konci smlouvy v Liberci tříletý kontrakt s Viktorií Plzeň.

## Reprezentační kariéra
Višinský od roku 2018 reprezentuje Česko na mládežnických úrovních.
V létě 2025 byl nominován na závěrečný turnaj Mistrovství Evropy do 21 let.